# 설응영주
《설응영주》(雪鹰领主)는 2023년 방송되었던 중국의 드라마이다.

## 소개
- 태고의 혈통을 가진 소년 동백설매는 어려서 아버지를 여의고 동생과 의지하며 어머니를 구하기 위해 정마 싸움에 휘말린다. 그러던 중 설매는 신족의 후손인 여정추와 만나 사랑에 빠지고, 두 사람은 시련을 겪으며 사랑하는 사이가 되어 생사를 함께한다.

## 등장 인물
- 쉬카이 - 동백설매 역
- 구리나자 - 여정추 역
- 백주 (白澍) - 복양파 역
- 송신란 - 희용 역
- 육정옥 (陆婷玉) - 공유월 역
- 유자서 (刘子瑞) - 동백청석 역
- 정카이 (郑凯) - 지구백 역
- 리이퉁 - 보소희 역
- 시여비 (施予斐) - 엽매 역
- 우의 (于毅) - 동백열 역
- 경락 (耿乐) - 묵양침 역

## 참고 사항
- 중국 현지에서 방송을 앞두고 중화TV에서 VOD 저작권을 구입했다 국내 방송일자는 10월 9일 이다
- 극중 여정추 역을 맡았던 구리나자는 풍기예상 이후 2년만에 복귀하는 작품이기도 하다